# Golpe de Estado en Bolivia de 1969
El golpe de Estado en Bolivia de 26 de septiembre de 1969 (Denominada por sus organizadores como Revolución del 26 de Septiembre
) fue liderado por el comandante militar Alfredo Ovando Candía contra el presidente constitucional Luis Adolfo Siles Salinas, exvicepresidente que había asumido el cargo tras la muerte de René Barrientos Ortuño. Ovando tomó el poder en nombre de un programa "nacionalista y revolucionario" formulado en el Mandato Revolucionario de las Fuerzas Armadas. El golpe de Ovando perteneció a una tendencia de regímenes militares de orientación nacionalista y progresista en América Latina, representada por Juan Velasco Alvarado y Omar Torrijos Herrera.

## Antecedentes

### Golpe de 4 de noviembre de 1964 y la división militar
El 4 de noviembre de 1964, los generales René Barrientos Ortuño y Alfredo Ovando Candía derrocaron a Víctor Paz Estenssoro y formaron una junta militar. Ovando fue el actor clave del golpe y aspiraba a convertirse en presidente, pero Barrientos emergió como el nuevo gobernante debido a su popularidad. En mayo de 1965 fue creado por la junta gobernante la copresidencia Barrientos-Ovando, con el objetivo de contener el descontento y la división en las Fuerzas Armadas. En 1966, Barrientos renunció a la junta y se presentó a las elecciones en una fórmula con el civil Luis Siles Salinas, las cuales ganó y asumió el nuevo gobierno junto a Siles Salinas como su vicepresidente.
En esta época prevalecieron dos corrientes militares en las Fuerzas Armadas: la línea conservadora,  ligado a la represión a la guerrilla de Ñancahuazú y representada por Barrientos, y la línea institucionalista, ligado a los ideales de la Revolución de 1952 y representada por Ovando.

### Muerte de Barrientos y sucesión de Siles Salinas
El 27 de abril de 1969, Barrientos murió en un controvertido accidente de helicóptero. Su vicepresidente, el civil Siles Salinas, asumió el cargo conforme a la Constitución y recibió la aprobación del Alto Mando.
Ovando, por su parte, estuvo ausente porque su esposa se encontraba en una clínica de Estados Unidos debido a una cirugía. Cuando fue informado de la muerte de Barrientos, Ovando regresó a La Paz y tuvo que aceptar la posesión de Siles Salinas. El gobierno civil de Siles Salinas nació sin una base política sólida y con falta de control sobre las Fuerzas Armadas, lo que limitó gran parte de las acciones del presidente.
Este período estuvo lleno de tensiones entre el gobierno y el comandante Ovando Candía. Un nuevo foco guerrillero floreció en Bolivia —lo que se convertiría en la guerrilla de Teoponte— y llevó a cabo varios ataques, situación que llevaría al comandante Ovando Candía a acusar al Presidente Siles Salinas de encabezar un gobierno débil.
Se prometieron elecciones para 1970. Ovando se postuló para estas elecciones, respaldado por campesinos a través del Pacto Militar Campesino y militares cercanos a él. También se postuló el popular alcalde de La Paz y también militar Armando Escobar Uría.
El 19 de septiembre, el diputado Ambrosio García Rivera (FSB) presentó una denuncia ante el Parlamento boliviano. Según García, el general Ovando Candía había recibido 600 mil dólares de la empresa norteamericana Gulf Oil para financiar su campaña presidencial. En respuesta a la grave acusación, Ovando renunció como comandante para permitir una investigación, reafirmando su posición – su renuncia no fue aceptada por el presidente. Poco después surgieron protestas campesinas en Oruro y Cochabamba exigiendo la renuncia de Siles Salinas.
Ante la posibilidad de perder las elecciones, Ovando optó por tomar el poder por la fuerza. Previo de esta acción, se cree que Ovando había estudiado el régimen militar peruano encabezado por Juan Velasco Alvarado, teniendo admiración por su modelo autoritario y nacionalista.

## Golpe
El 26 de septiembre, la junta de las Fuerzas Armadas llevó a cabo un golpe militar. Los hechos fueron pacíficos, habiendo la toma del Palacio de Gobierno, la Alcaldía Municipal y otras dependencias estatales. Las Fuerzas Armadas asumieron el poder a través de la proclama de un documento llamado Mandato Revolucionario de las Fuerzas Armadas. Las Fuerzas Armadas justificaron haber tomado el poder para "evitar el peligro de la anarquía, la capitulación y el desorden".
Siles Salinas, quien se encontraba en una visita a Santa Cruz de la Sierra, fue enviado al exilio embarcando en un avión rumbo a Arica, Chile.
La junta revolucionaria designó a Alfredo Ovando Candía como Presidente de la República y a Juan José Torres como Comandante de las Fuerzas Armadas. Se formó un gabinete cívico-militar que contenía figuras de posiciones nacionalistas, progresistas y derechistas. El gabinete de Ovando estaba rodeado de intelectuales, entre ellos Marcelo Quiroga Santa Cruz.
Las primeras decisiones de Ovando, ahora Presidente del Gobierno Revolucionario, fueron cancelar las elecciones de 1970 y invalidar el estatuto del petróleo.
No hubo resistencia al golpe, lo cual fue visto con incredulidad por la población boliviana, que recibió por los medios de comunicación la noticia de la tragedia de Viloco. También fue cautamente acogido por organizaciones de izquierda como la Central Obrera Boliviana.

### Mandato revolucionario de Ovando y Torres
Se presentó a la nación boliviana el Mandato Revolucionario de las Fuerzas Armadas, la base ideológica del nuevo gobierno. El manifiesto fue redactado por Juan José Torres y firmado por los oficiales Rogelio Miranda Baldivia, David Lafuente Soto y el Almirante Alberto Albarracín. Se trataba de un programa "nacionalista y revolucionario", que significó la retoma de ideales de la Revolución boliviana de 1952 y el reflejo de la influencia del régimen peruano de Velasco Alvarado. Este documento hablaba de una transformación de las estructuras económicas, políticas y socioculturales de Bolivia. También explica la construcción de una política exterior independiente y una campaña para erradicar la amenaza guerrillera.
Las Fuerzas Armadas al mando del comandante Torres redactaron un 2º Mandato Revolucionario de las FF.AA, solicitando al gobierno la nacionalización de la petrolera norteamericana Gulf. El 17 de octubre, el presidente Ovando mediante Decreto Supremo 08956 dictó la revocación de todas las concesiones de la Gulf Oil Company, activa en Bolivia desde 1956. El control de la empresa nacionalizada quedó encomendado a Yacimientos Petrolíferos Fiscales Bolivianos (YPFB). La nacionalización de Gulf fue diseñada por el ministro de minas y petróleo Marcelo Quiroga Santa Cruz y apoyada por el comandante Juan José Torres, quien envió tropas a ocupar las instalaciones. Este evento fue designado por el régimen ovandista como “Día de la Dignidad Nacional”.

## Consecuencias
La Constitución de 1967 quedó suspendida tras el golpe del 26 de septiembre - sólo siendo restaurada con el ascenso del gobierno de transición de David Padilla en 1978. Bajo el régimen ovandista, se produjeron tres misteriosos asesinatos en Bolivia. El primer crimen ocurrió en noviembre de 1969, contra el dirigente campesino Jorge Soliz Román, un barrientista opositor de Ovando. Los otros dos ocurrieron entre febrero y marzo de 1970, contra el periodista Jaime Otero Calderón y los esposos Alfredo y Martha Alexander.
A pesar de medidas populares como la nacionalización de la Gulf, el gobierno de Ovando no logró consolidar el apoyo político tanto de la izquierda como de la derecha. Esto conduciría a un ambiente polarizado en las Fuerzas Armadas, lo que terminaría con la deposición de Ovando durante una crisis de golpes militares en octubre de 1970. El general Juan José Torres, un antiguo colaborador de Ovando, emerge como el nuevo Presidente de Bolivia - con su gobierno dando continuidad de las políticas nacionalistas y reformistas de Ovando.